# Bram Rebergen
Bram Rebergen (Veenendaal, 25 juli 1964) is een Nederlands schrijver en spreker.

## Opleiding
Bram Rebergen werd geboren in Veenendaal alwaar hij op het Ichthus College zat. Hierna ging hij naar de Christelijke Hogeschool in Ede waar hij een opleiding Algemeen Maatschappelijk werk en Hoger Management volgde. Nadat hij daar in 2012 zijn studie had afgerond bezocht hij een paar jaar de Nyenrode Business Universiteit.

## Loopbaan
Rebergen was medio jaren negentig jongerenwerker en programmamaker bij het Flevo Festival. Als spreker was hij meerdere malen te zien bij de EO-Jongerendag. Hij sprak onder andere samen met Henk Binnendijk, Hans Eschbach en Kees Kraayenoord. De presentatie was hierbij in handen van Bert van Leeuwen. Hij is sinds 2006 eigenaar van En toch... Producties. In 2007 verscheen zijn bundel Als het toch... Sinds april 2015 is hij directeur van Youth for Christ.
Bram heeft een jongere broer Bert Rebergen, die eveneens actief is als spreker.

## Publicaties
- (2007) Als het toch... ISBN 9789078883111
- (2008) Hartgrondig: een eerlijk boek over verdriet, liefde en (on)rechtvaardigheid, in samenwerking met Rob Favier ISBN 9789043515696